# 李維楨 (嘉慶進士)
李維楨（1787年10月12日—？年），字樹堂，號方溪，行一，四川成都府成都縣人，嘉慶二十一年丙子科四川舉人，嘉慶二十二年丁丑科進士，官江西大庾縣知縣